# 阿尔伯特·爱因斯坦的大脑

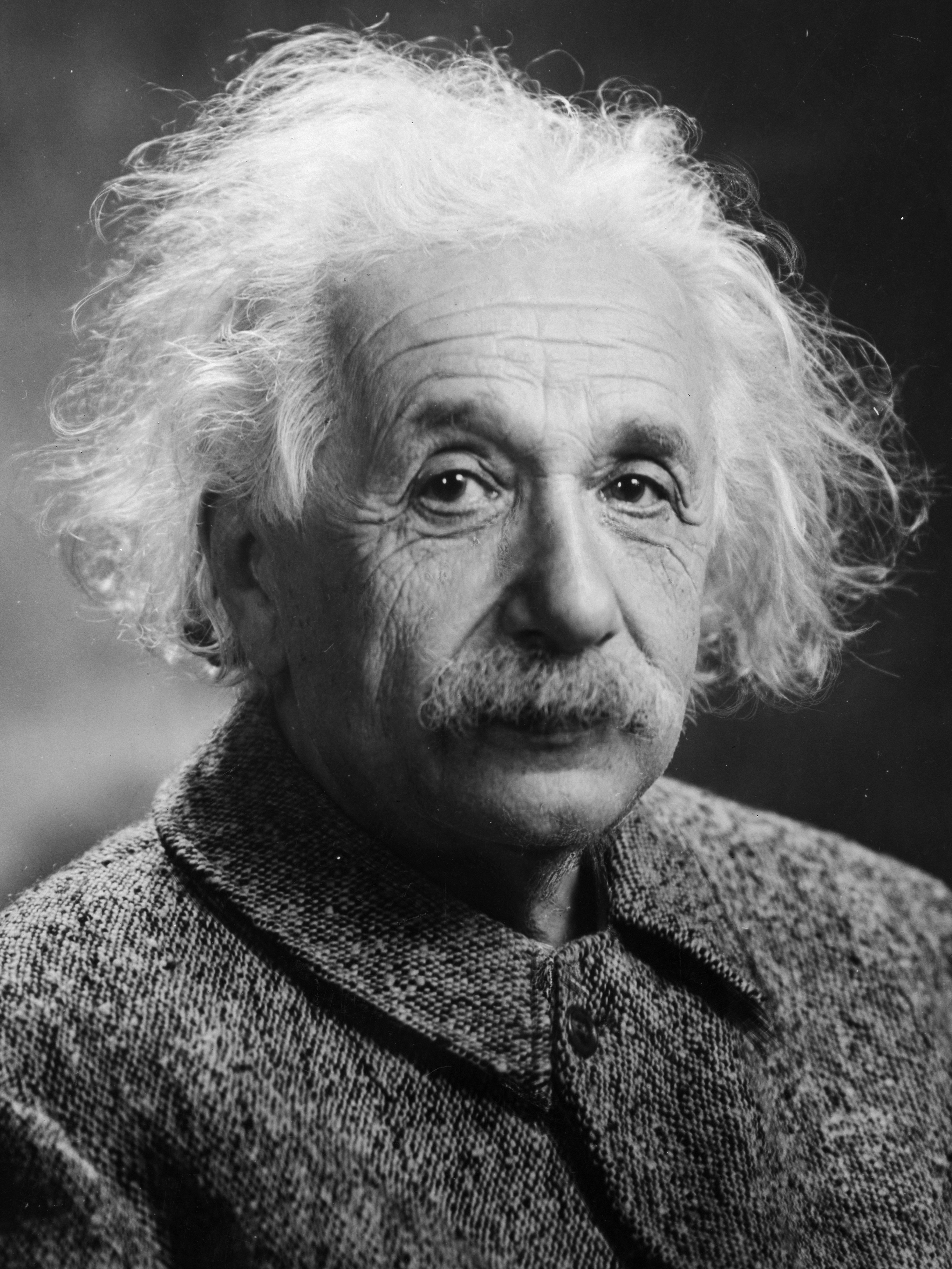
爱因斯坦在1955年去世后，他的大脑被保存下来，此事到1986年才公开。

阿尔伯特·爱因斯坦的大脑（英語：Albert Einstein's brain），是物理学家阿尔伯特·爱因斯坦死后7.5小时之内被病理学家托马斯·哈维切除下来的脑部部位，以供后人研究之用。爱因斯坦是20世纪的天才人物，因此他的大脑备受关注。爱因斯坦的大脑裡常规之处和非常规之处都经常被认为与一般的或数学方面的智力具有神经解剖学关联。科学研究顯示，爱因斯坦大脑裡负责表达与语言的区域较小，但负责处理数字和空间的区域比较大。还有研究表明，爱因斯坦大脑裡的神经胶质细胞多于常人。

## 大脑的命运
1955年，爱因斯坦死后不久，他的尸体被病理学家托马斯·哈维在普兰斯堡普林斯顿大学医学中心的实验室解剖，哈维切除爱因斯坦的大脑並秤了重量，将其带到宾西法尼亚大学切片，他声称希望大脑皮质细胞结构学研究能揭示出有用的信息。哈维从内颈动脉向大脑注入11.4%的福尔马林溶液，然后将整个大脑泡在10%的福尔马林溶液裡，哈维从各个角度为大脑拍了照片。他将大脑切了240块（每块大约1 cm3），并用一种类似塑料的叫做珂珞酊的材料封装了起来。哈维还将爱因斯坦的眼睛取下，送给為爱因斯坦看眼睛的医生亨利·阿布拉姆斯。後來哈维自己保留了大脑的主要部分，並將部分大脑切片以及分成更小份样本的载玻片送交给一些顶尖的病理学家。
爱因斯坦的大脑被切下并保存下来的動作是否经过本人事先同意还是一个有争议的问题。罗纳德·克拉克在1979年出版的爱因斯坦传记说：“爱因斯坦坚称，他的大脑应该用于研究，遗体火化。”但是更近的研究表明这一说法未必属实，一般認為先前并没有经过爱因斯坦本人和亲属的同意之下切除了大脑，而是在事后才獲得爱因斯坦的儿子汉斯·爱因斯坦同意此切除之舉，但他坚持要求只能將其父亲大脑的研究结果发表在高水平的科学期刊上。
1978年，记者史蒂文·列维从哈维的个人物品裡“重新发现”爱因斯坦的大脑；大脑切片保存在两个大美胜瓶的酒精溶液中，这两个瓶子在一个苹果酒盒子裡放了20余年。这在媒体界引起一場小騷動，很多记者来到哈维家的草坪上露营，希望能有所收获。
1980年，在加州大學柏克萊研究員游說下，哈维將大脑的頂葉組織交給加拿大麥克馬斯特大學研究。
1997年，為了完成爱因斯坦在病中曾对他说过的遺願——想作一次横贯美国东西之行，哈维在這一年帶著其大脑完成了這趟旅程，途中拜訪愛因斯坦的养孫女艾弗琳以及重病中的80岁老友作家伯勒斯，給他們看了一些大脑切片。
1998年，哈维将其剩下170块大脑切片捐给了普林斯顿大学医学中心首席病理学家Elliot Krauss博士。
2010年，哈维的遗产继承人將相关的研究素材转交给美国国家卫生与医学博物馆，包括14张爱因斯坦的大脑照片，这些照片在此以前从未向公众展示过。美国国家卫生与医学博物馆亦收藏560份爱因斯坦的大脑样本。
2013年，费城马特博物馆收购了46份爱因斯坦的大脑样本并永久展览。

## 科学研究

### 解剖

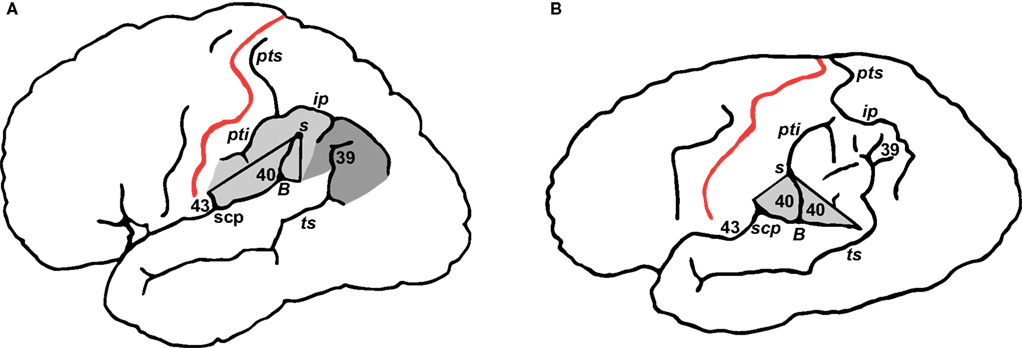
一般的大脑左半球（左）与爱因斯坦的大脑左半球（右）比较，红线为外侧沟，数字为布罗德曼分区的编号。

哈维发表论文报道说，爱因斯坦的两个大脑半球都没有顶叶岛盖，但这一发现有争议。从大脑照片可以看出，大脑外侧沟比较大。1999年，加拿大麦克马斯特大学的研究组的深入分析表明，大脑额叶的额叶额下回的顶叶岛盖区是空的，并且相邻的外侧沟也是空的。麦克马斯特大学研究人员猜想，这可以使大脑这一部分的神经元能更好地通信，可能可以解释爱因斯坦的思考问题 的方式。爱因斯坦称自己靠图像而不是语言思考问题。这一研究以哈维1955年解剖爱因斯坦时为整个大脑拍的照片为基础，没有直接分析大脑。剑桥大学的劳丽·霍尔教授对这一研究表示质疑，“现在还不是谈论这一确切的联系的时候，因为一切都还没有证实。但是我们可以借助磁共振和其他新技术来探索这些问题。”

### 神经胶质细胞
1980年代，加州大学伯克利分校的玛丽安·戴蒙德教授说服哈维送给她一些爱因斯坦的大脑的样品。她比较了爱因斯坦的大脑与已保存的11个人的大脑的神经胶质细胞（神经胶质细胞为大脑提供营养，支撑大脑，形成髓鞘质，参与信号传输，与神经元一起成为大脑不可或缺的构件）。戴蒙德博士的实验室把爱因斯坦的大脑制成6微米厚的切片。他们用显微镜数细胞的数目。爱因斯坦的大脑所研究的区域，神经胶质细胞比神经元数目更多，只有左下顶部二者数目的差异具有统计意义。这一区域是联合皮质的一部分，联合皮质负责吸收和整合大脑多个其他区域的信息。
戴蒙德教授承认她的研究有局限性，即她只有爱因斯坦的大脑与11个普通人的大脑研究。日本大阪生命科学研究院的萨奇·斯里·坎萨和佩斯大学的特伦斯·海因斯批评戴蒙德教授的研究。戴蒙德教授的研究忽略了一個问题，即神经胶质细胞会随着人年龄的增大而继续分裂，尽管爱因斯坦去世时76岁，但与他比较的是平均年龄为64岁的11个人的大脑。另外，与爱因斯坦的大脑的样品做比较的那些大脑的智商、神经疾病和其他因素等方面的信息几乎一无所知。戴蒙德承认她忽略了那些不支持她的结论的研究。
从大脑结构的生理差异是否可以确定大脑能力的差异是受到科学家关注的问题。顶叶有一部分叫做布若卡氏区，布若卡氏区对语言表达至关重要。爱因斯坦的大脑的下侧大脑顶叶比一般人要广15%，以弥补布若卡氏区小的缺点。下侧大脑顶叶负责数学思考、视觉空间认知和运动图像化。

### 两大脑半球之间的联系
2013年9月，神经科学领域著名期刊《大脑》上发表的一篇论文应用新技术分析了爱因斯坦的大脑的胼胝体，更精确地测量了胼胝体的厚度。胼胝体是一大束联系两个大脑半球的纤维，负责大脑两半球间的通信。爱因斯坦的大脑的胼胝体与两组样品做了比较，一组是15名老年男人的大脑，一组是52名26岁的男人的大脑；选26岁是因为爱因斯坦在他的奇迹年1905年时是26岁。这篇论文发现，与两个控制组相比，爱因斯坦两个大脑半球特定区域之间的联系更强烈。

### 照片分析
2012年11月，佛罗里达州立大学的进化人类学家迪恩·佛克在《大脑》上发表的一篇论文描述和分析了未发表爱因斯坦的大脑的照片。这篇论文分析了14张照片，论文这样描述：“尽管爱因斯坦的大脑的大小和非对称形状与正常人差别不大，但是前额叶、 躯体感觉皮层、初级运动皮层、顶叶、颞叶、枕叶都异于常人。”